# ロボットビル
ロボットビル (タイ語: ตึกหุ่นยนต์, 英語: Robot Building) は、タイ王国の首都バンコクのサートーン区にあるオフィスビル。タイの建築家スメット・ジュムサイの設計で、元々はタイのアジア銀行が所有しており、現在はアジア銀行を吸収合併したユナイテッド・オーバーシーズ銀行（UOB）の所有。UOBのタイ本社が入っている。ロボットを模した徐々に後退する壁、アンテナ、目のような外装が特徴的であり、実用性も備える。1986年に完成。

## 設計
タイのアジア銀行の役員会が、タイの建築家スメット・ジュムサイに、銀行の近代化とコンピューター化を反映した建物の設計を依頼した。スメットは、息子のおもちゃのロボットを参考に、当時流行していたポストモダン建築、特にポンピドゥー・センターに代表される新古典主義建築、ハイテク建築に意識的に対抗してこのモダニズム建築の建物を設計した。
スメットは、ポストモダニズムについて、純潔主義的で当たり障りのない従来のデザインへの挑戦として好意的に感じる一方で、「対案を示さずに交替を求める抗議運動」とも呼んだ。スメットはまた、1980年代半ばに流行したリバイバル主義について「知的に破綻している」と否定し、首都バンコクで流行していたリバイバル主義建築物について「さまざまな建築モチーフの無意味な寄せ集め」と批判した。さらにハイテク建築に関しては「機械に傾倒しているようでいて、同時に実は手作りの要素や念入りな手仕事を愛しており」将来性のない運動だと否定した。
スメットはこの作品について「ロボットの形である必要は無かった」と説明し、「現在の知的な行き詰まりから精神を解放し、次世紀に向けてそれを推進するものであれば」「ほかにもさまざな形」があり得ると説明している。スメットは、建物内部の機構を見せるのではなく、機械部品風に外装を飾ることを重視し、このためこのビルがポストハイテク建築と見なされるかもしれないと説明している。さらにスメットは、ロボットビルは「独立した存在」で「崇拝の対象として土台の上に立っている」ことが多い20世紀の機械の概念を打ちのめし、「私たちの生活の一部、友人、私たち自身」となることで21世紀の機械と人の一体化への道を切り開くものだと説明した。
ロボットビルは総工費1,000万USドルで1987年に完成した。バンコクのモダニズム建築は1980年代半ばに衰退したため、このビルはこの形式を取り入れた最末期の建築物の一つである。

## 特徴

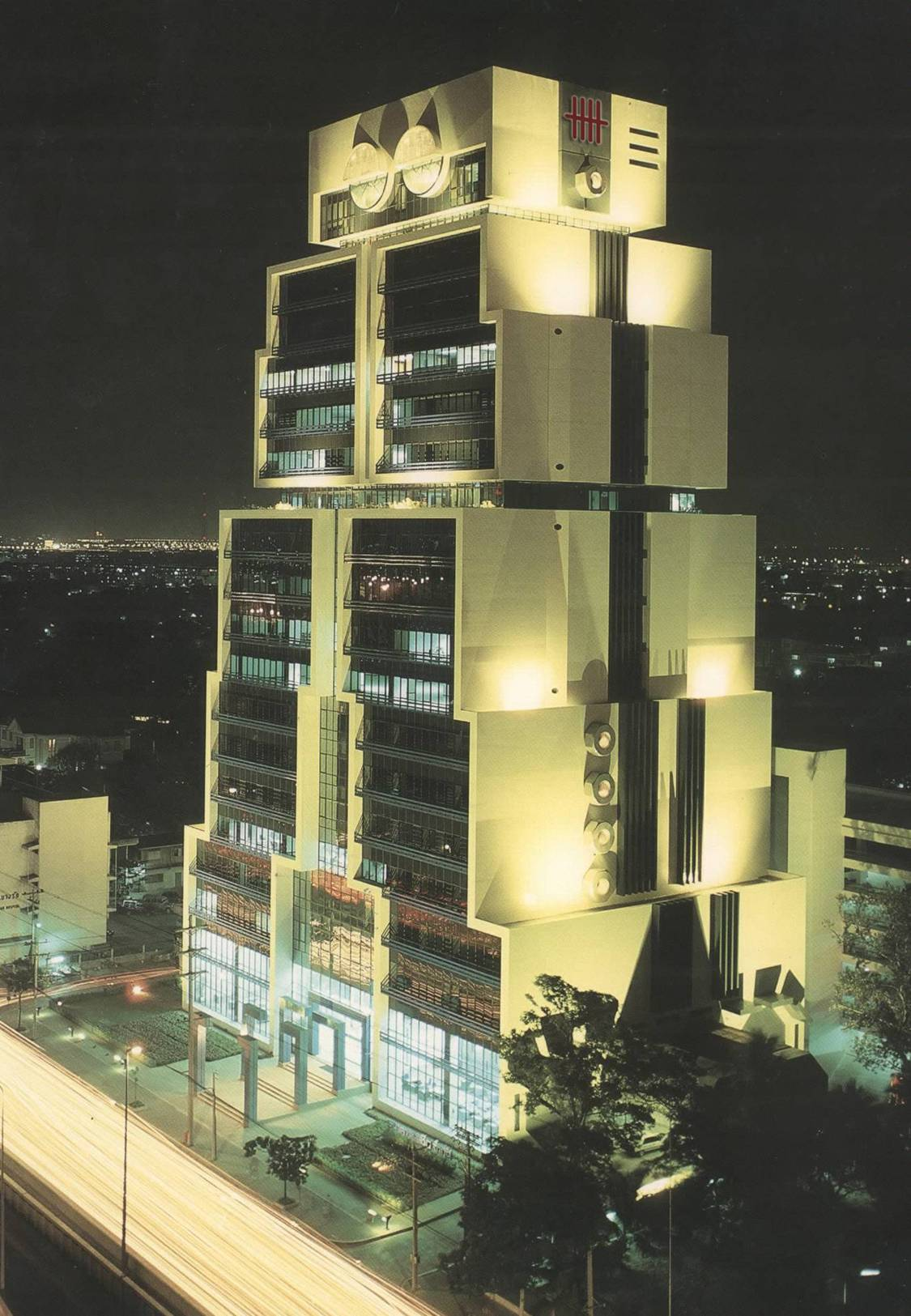
夜間照明されたロボットビル

建物は20階建てで、延べ床面積は23,506平方メートル (253,020 sq ft)。床面積が4階（と上の階の間、以後同様）、8階、12階、16階、18階で段階的に減少する構造となっており、これが両側の敷地境界線から傾斜18度のセットバックを義務づける現地法令を効率的にクリアするとともに、ロボットに似た外観にも寄与している。
ビルの1階と2階部分は、一部が吹き抜けの銀行ホールとなっている。正門にはタイ人アーティストのタウィーチャイ・ニティプラバによる4つの彫刻が立っている。銀行の両脇にある中二階にはオフィスや会議室がある。ビルの2階には大規模な多目的ホール、オフィス、研修室があり、上層階には事務所がある。本館の裏手には8階建ての駐車場がある。
建物の屋根にある2本のアンテナは、通信と避雷針に使用されている。建物の上部正面にあるロボットの「目」は、最上階の会議室、ダイニングルームの窓であり、直径6メートル (20 ft)である。この「目」は反射ガラスでできており、「瞼」の部分は金属製の羽板である。ビルの両脇にある「ナット」はガラス繊維補強セメント製であり、外径3.8メートル (12 ft)、内径2メートル (6.6 ft)で、これをナットと見なせば世界最大級の大きさである。ロボットの両脇は東西に面しており、熱効率を高めるために開口部を少なくしてある。ロボットの正面と背面は、アジア銀行のシンボル色である鮮やかな青色のカーテンウォールとなっている。

## 評価

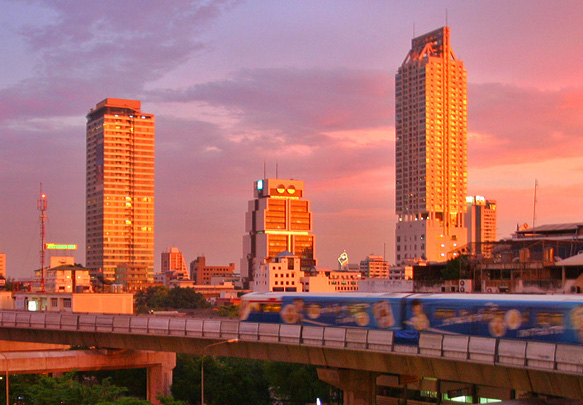
シーロム通りから見たロボットビル

ロボットビルは、ロサンゼルス現代美術館により「独創性に富んだ20世紀のビル50」に選ばれた。
アメリカの建築史家スティーブン・セノットの「20世紀建築百科事典」は、この建物を「タイの近代建築の認知度を高めた」と評している。
アメリカの建築誌「建築ダイジェスト」は、「デザインが醜い世界の建築物24」に、このロボットビルを紹介した。同誌はタイのエレファントビルも24の建築物の一つとして挙げている。（2018年の改訂版では「世界で最も醜い31の超高層ビル」の30番目として挙げられている。）建築ダイジェスト誌は2020年の「ポストモダン建築のふざけて大胆な例15」にもロボットビルを選んでいる。